# Oligembia rossi
Oligembia rossi är en insektsart som beskrevs av Davis 1939. Oligembia rossi ingår i släktet Oligembia och familjen Teratembiidae. Inga underarter finns listade i Catalogue of Life.